# Papyrus Edwina Smithe

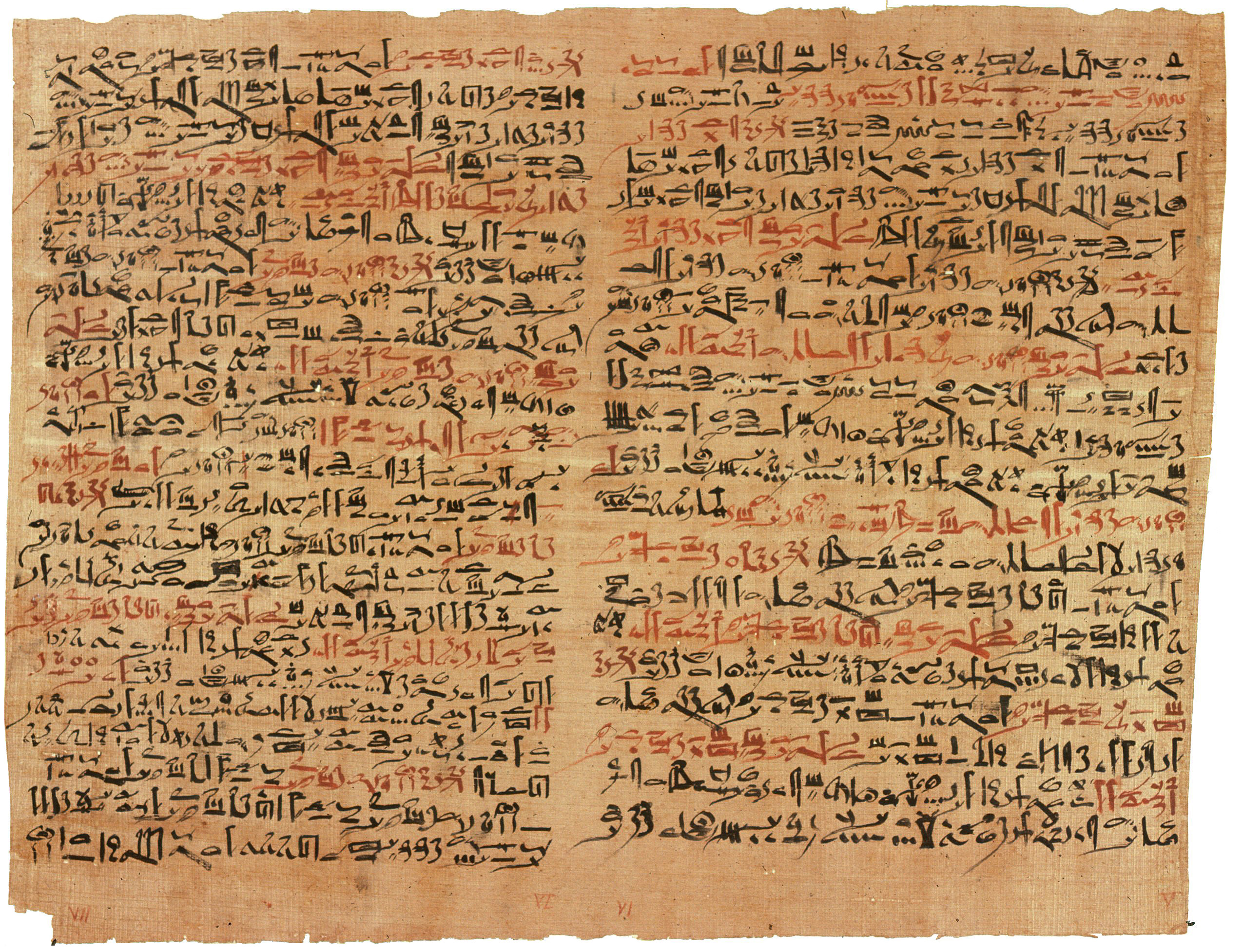
Papyrus Edwina Smithe, desky VI a VII, které popisují zranění obličeje

Papyrus Edwina Smithe je lékařský text ze starověkého Egypta popisující řešení 48 chirurgických případů. Pochází zhruba z roku 1600 před naším letopočtem a je pojmenovaný po svém nálezci, americkém egyptologovi Edwinu Smithovi. Svitek má necelých 5 metrů na délku, odhaduje se u něj zachování zhruba čtvrtiny původního textu. Mezi uvedenými případy je rovněž vůbec nejstarší doložený popis rakoviny, kterou papyrus řadí mezi beznadějné (neléčitelné) případy.

## Léčba
Papyrus obsahuje jednak řešení jednotlivých poranění chirurgickými zákroky, ale i případné využití léčebných prostředků – obvazů, výztuh, rovnátek a také léků. Jednotlivé rány jsou detailně popsány co se týče jejich hloubky, zasažení kostí, možného průniku kostí k vnitřním orgánům a důsledků, které z toho pro lidský organismus vyplývají. Lékař zde využívá jak svůj zrak, tak i čich a hmat. Uvedeny jsou i případné otázky pro pacienta a rady jak provést potřebný pohyb. Pouze v jednom ze 16 beznadějných případů text radí použití magie.